# Дружинино (Вологодская область)
Дружинино — деревня в Харовском районе Вологодской области.
Входит в состав Азлецкого сельского поселения, с точки зрения административно-территориального деления — в Азлецкий сельсовет.
Расстояние по автодороге до районного центра Харовска — 66 км, до центра муниципального образования Поповки — 12 км. Ближайшие населённые пункты — Крутец, Гридинская, Алферовская.
По переписи 2002 года население — 10 человек.